# 도장각
도장각은 대한민국 전북특별자치도 진안군 마령면에 있다. 2016년 12월 28일 진안군의 향토문화유산(유형) 제16호로 지정되었다.

## 개요
1932년 건립된 사당으로, 독립운동가인 수당 정종엽이 학문을 가르치던 곳이다.